# Pop & Blues Festival Essen

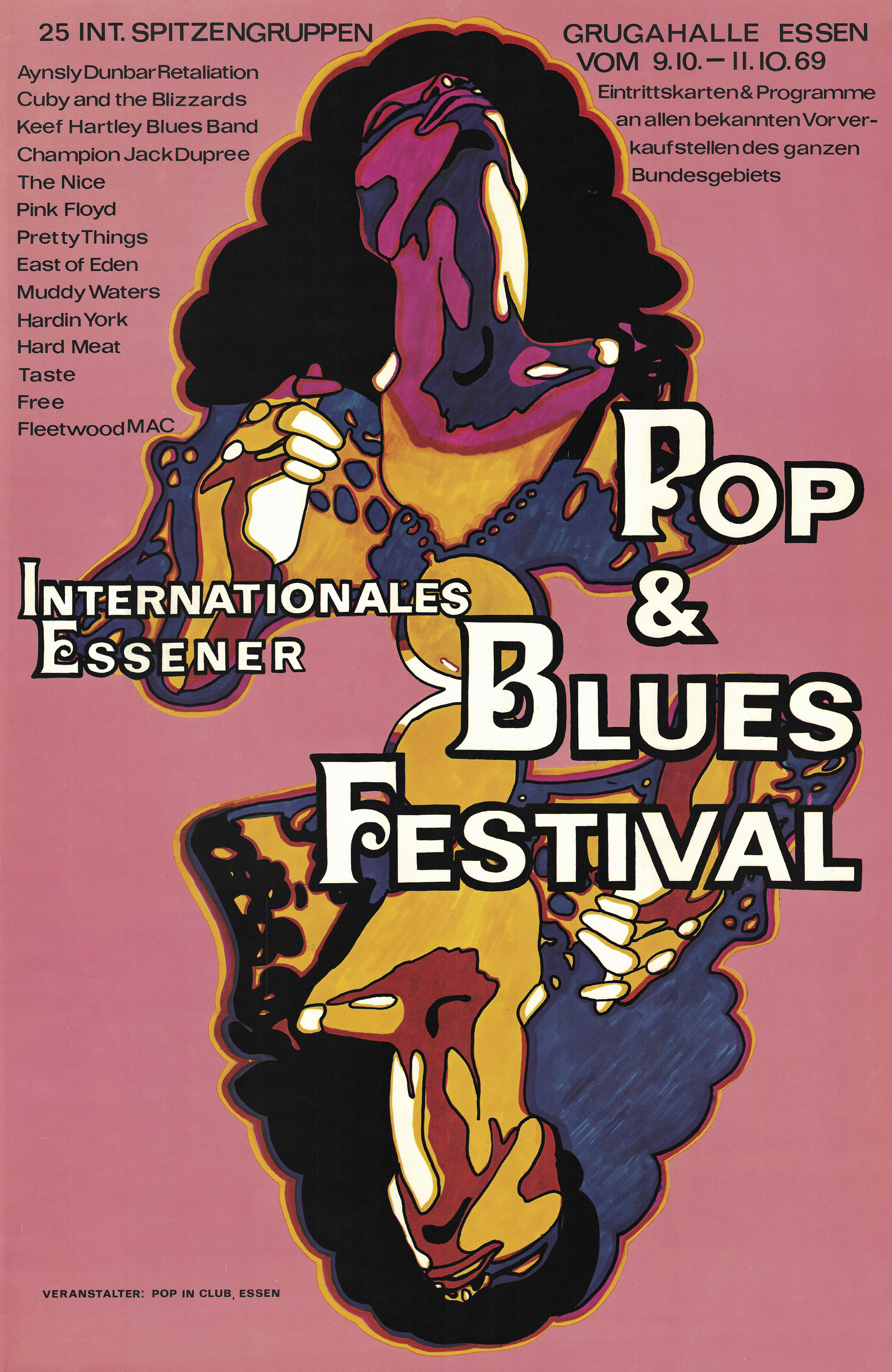
Plakat 1969

In der Essener Grugahalle fanden drei Pop & Blues Festivals statt, alle veranstaltet von Konrad Mallison, dem damaligen Inhaber der Essener Diskothek Pop In: das Internationale Essener Pop & Blues Festival vom 9.–11. Oktober 1969, das 2. Essener Pop und Blues Festival vom 24.–25. April 1970 und das 3. Essener Pop & Blues Festival vom 22.–25. Oktober 1970. 

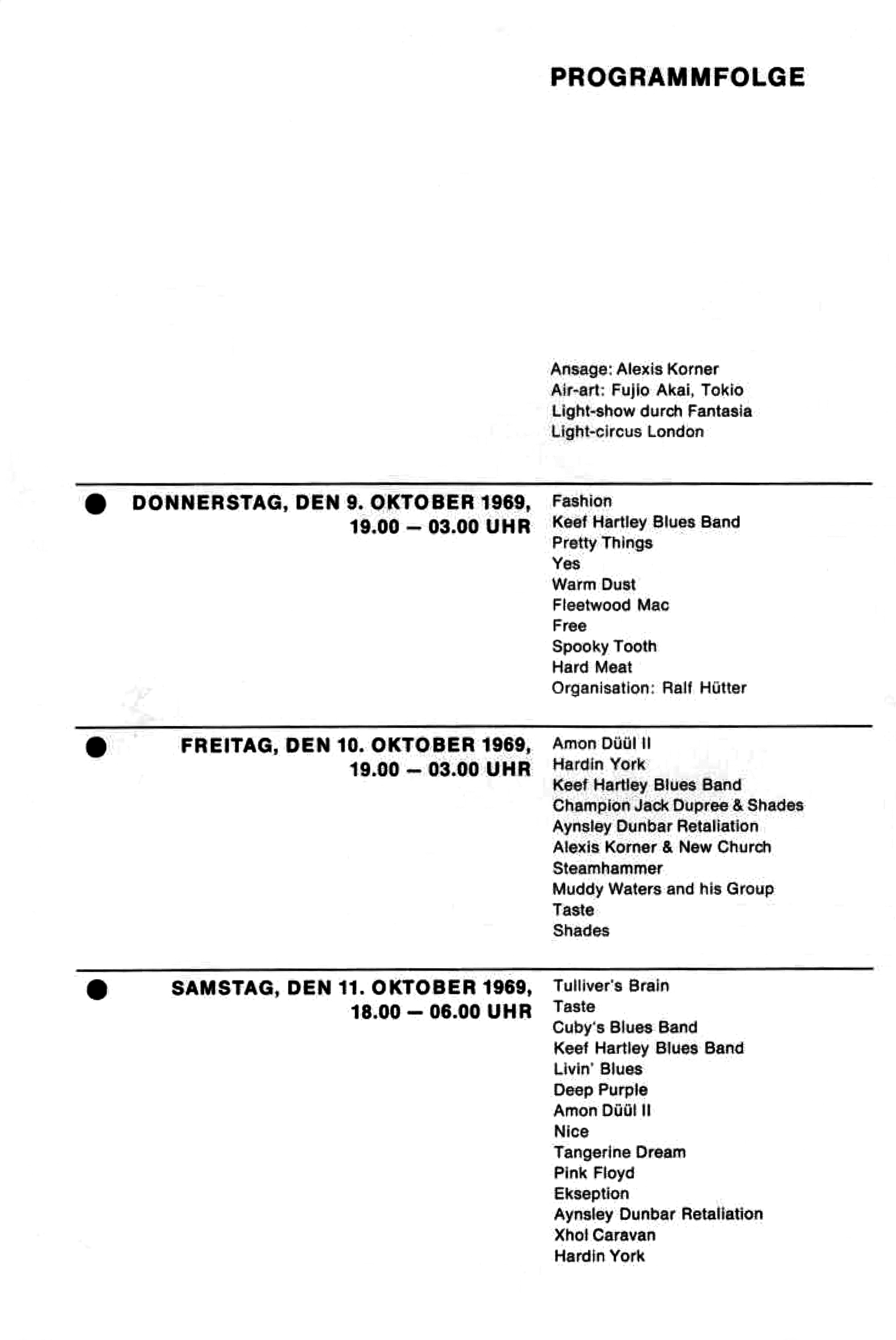
Programmheft 1969

Vorbild für Konrad Mallison war das Bath Festival of Blues and Progressive Music am 28. Juni 1969, das er damals selbst besucht hatte. Es war das erste große Freiluftfestival in England. Um vom Wetter unabhängig zu sein, entschied er sich allerdings für Hallenveranstaltungen. Die Verbindung zu namhaften Künstlern und deren Managern stellte er hauptsächlich im Londoner Marquee Club her. Ein weiteres Vorbild für ihn waren die Internationalen Essener Songtage vom 25.–29. September 1968. Wie in Bath spielten die Gruppen auch in der Grugahalle abwechselnd auf zwei Bühnen an den gegenüberliegenden Stirnseiten der Halle, um Umbaupausen zu vermeiden. 
Mitarbeiter von Konrad Mallison waren u. a. Roland Verheyen, Rosa Pape, die spätere Managerin von Milva, Michael Kwasniewski, Andreas von Grumbkow (Gründungsmitglied von Hoelderlin) und Georg Boskamp, der als Kunststudent an der Düsseldorfer Kunstakademie und späterer Kunstprofessor in Würzburg das Poster des ersten Festivals und im gleichen Flower-Power-Hair-Stil auch das große Transparent an der Grugahalle anfertigte. Da die Plakate schon Wochen vor dem Veranstaltungstermin entworfen und gedruckt wurden, sind die Angaben darauf zu den Bands und Spieltagen nicht vollständig und konnten sich noch kurzfristig ändern. Für die auswärtigen Besucher waren Schlafmöglichkeiten in den Hallen vorhanden.
Zusätzlich organisierte Konrad Mallison das Open Air Pop-Festival Aachen vom 10. bis 12. Juli 1970, und zwar im Auftrag der Veranstalter, die über keine Erfahrung mit derartigen Großveranstaltungen verfügten.
Außerdem veranstaltete er am 12. April 1970 ein exklusives Deutschland-Konzert von Creedence Clearwater Revival in der Grugahalle. Im Vorprogramm spielten Wilbert Harrison und Brainbox. Da nur etwa 4000 Besucher kamen, verbuchte Konrad Mallison einen hohen Verlust.
Für den 8. und 9. August 1970 hatte Konrad Mallison ein Festival im Stadion von Saint-Raphaël an der französischen Côte d’Azur vorbereitet. Der Vertrag für das Stadion mit einem Fassungsvermögen von 30.000 Besuchern war mit dem Bürgermeister der Stadt rechtsgültig unterschrieben worden. Dennoch wurde die Veranstaltung von der Stadt St. Raphael kurz vor Beginn untersagt, obwohl die Plakate bereits gedruckt und ausgehängt und die Gruppen schon gebucht waren, darunter Pink Floyd, Deep Purple, Black Sabbath, die Edgar Broughton Band, Steamhammer, Family, Emerson, Lake and Palmer, Cuby & The Blizzards, Frank Zappa, Hardin & York, die Keef Hartley Band u. v. a.

## Internationales Essener Pop & Blues Festival, 9.–11. Oktober 1969

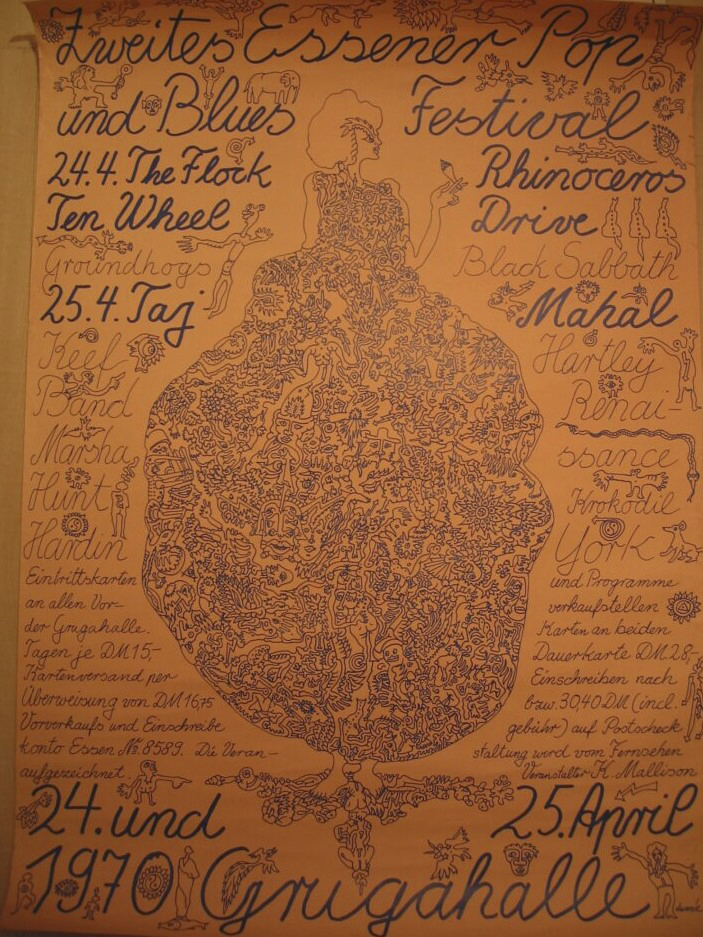
Plakat April 1970

Es spielten dort am Donnerstag Fleetwood Mac, die Pretty Things, Spooky Tooth, Yes, die Keef Hartley Band, Warm Dust, Free und Hard Meat, am Freitag Muddy Waters, Alexis Korner, Champion Jack Dupree, die Aynsley Dunbar Retaliation, Taste, die Keef Hartley Band, Steamhammer, Hardin & York und Amon Düül II, am Samstag The Nice, Pink Floyd, die damals erst wenig bekannten Deep Purple (für 1.800 DM), die Aynsley Dunbar Retaliation, Taste, die Keef Hartley Band, Hardin & York, Amon Düül II, Cuby & The Blizzards, Livin’ Blues und Brainbox. Einige der Gruppen traten also an mehreren Tagen auf. Außerdem spielten ein paar Gruppen, die auf dem Plakat nicht genannt waren, wie etwa Ekseption, Tangerine Dream, Organisation (Vorläufer von Kraftwerk), Xhol Caravan, Tulliver’s Brain, Fashion und die Shades. Die Ansagen machte Alexis Korner.
Die Halle war mit 11.000 bis 12.000 Besuchern völlig überfüllt. Einige Tausend Leute standen noch draußen und bekamen keine Karten mehr. Als sie drohten, die Halle zu stürmen, spielten Alexis Korner und andere kostenlos draußen vor dem Gebäude, um die Menge zu beruhigen. Auszüge des Festivals wurden vom WDR gefilmt (schwarz-weiß) und gesendet, später wiederholt, mit Taste, Deep Purple, der Keef Hartley Blues Band, The Nice, Pink Floyd und der Aynsley Dunbar Retaliation.

## 2. Essener Pop und Blues Festival, 24.–25. April 1970

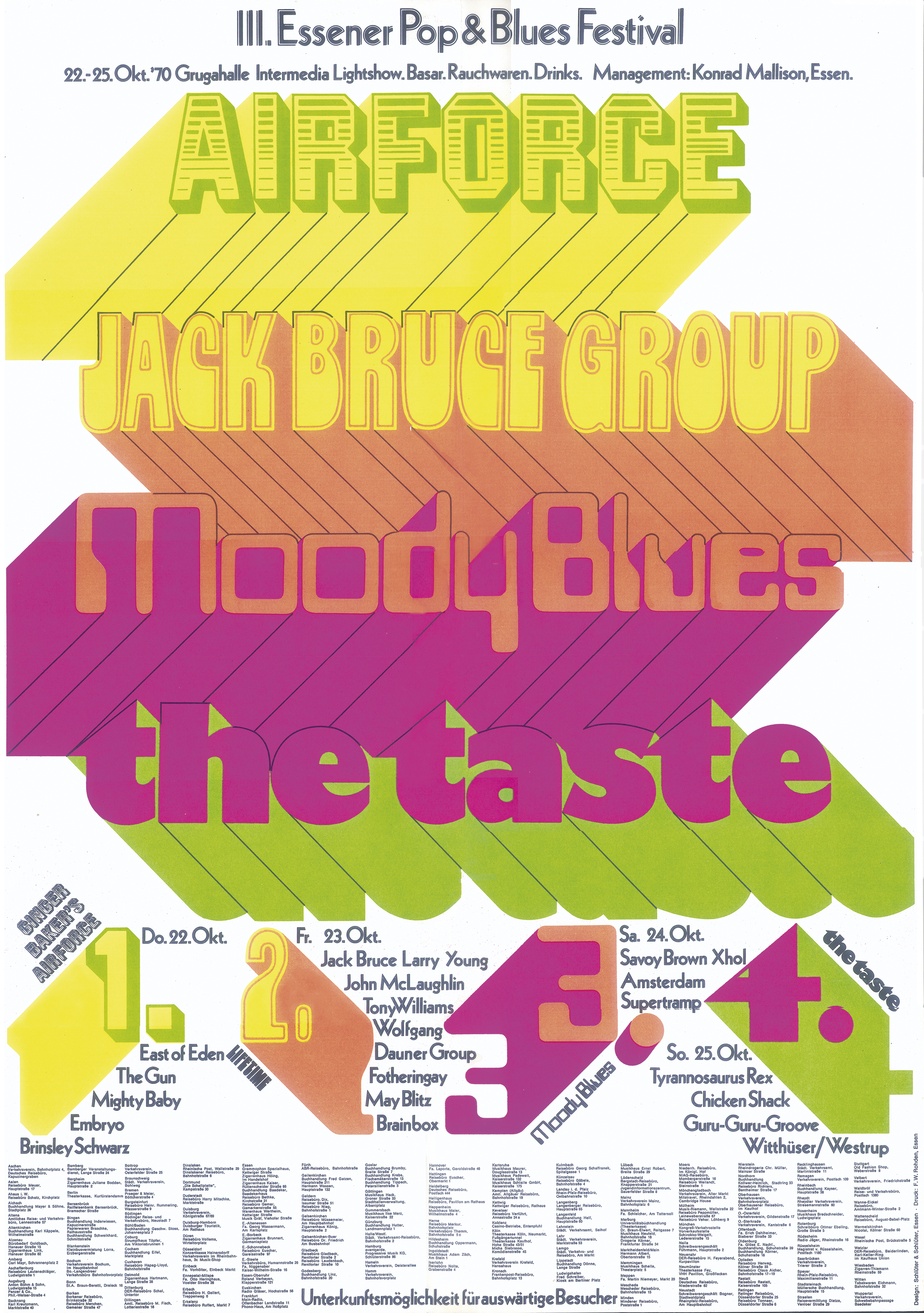
Plakat Oktober 1970

Am Freitag spielten The Flock, Rhinoceros, Ten Wheel Drive, die Groundhogs und Black Sabbath, am Samstag Taj Mahal, die Keef Hartley Band, Renaissance, Marsha Hunt, Krokodil und Hardin & York. Weitere Gruppen, die unangekündigt spielten, waren die Edgar Broughton Band, Little Free Rock, Greatest Show on Earth, Can, Missus Beastly, Ekseption, Burnin Red Ivanhoe, die Oscar Benton Blues Band, It’s a Beautiful Day, Organisation Ralf Hütter, Xhol, Limbus 3 und Bobbey’s Children. 
Wieder wurde ein Teil der Veranstaltung im WDR übertragen, nun sogar in Farbe, wiederum 45 Minuten lang. Gezeigt wurden die Organisation Ralf Hütter, Taj Mahal, Burnin Red Ivanhoe, die Keef Hartley Blues Band, die Third Ear Band und Hardin & York.

## 3. Essener Pop & Blues Festival, 22.–25. Oktober 1970
Erstmals viertägig von Donnerstag bis Sonntag. Wieder spielten einige der Gruppen an anderen Tagen als auf dem Plakat angekündigt. Es traten auf: Taste (für 10.000 DM), Savoy Brown, Q65, Brainbox, East of Eden, Ginger Baker’s Air Force (für 20.000 DM), Tony Williams Lifetime (mit Jack Bruce und John McLaughlin), T. Rex, Supertramp, Fotheringay, The Gun, May Blitz, Chicken Shack, Brinsley Schwarz, Quiver, Patto, die Wolfgang Dauner Group, Alexis Korner, Kraftwerk, After Tea, Machine, Amsterdam, Beautiful Idaho, Mighty Baby, The Motions, Witthüser & Westrupp, Embryo, Xhol und Guru Guru. Nicht spielen konnten die Moody Blues (wegen technischer Probleme mit dem Moog-Synthesizer). Dafür traten andere Gruppen auf, die auf dem Plakat und in der zwölfseitigen Festivalzeitung nicht genannt sind. Die deutschen Gruppen bekamen üblicherweise jeweils 800 DM für ihren Auftritt. 
Nur am Samstag war die Halle mit 8.000 Leuten halbwegs gut gefüllt, die anderen Tage blieben hinter den Erwartungen zurück. Das war der Grund dafür, dass Konrad Mallison auf weitere Festivals verzichtete.